# Großsteingräber bei Kettelstorf
Die Großsteingräber bei Kettelstorf sind eine Gruppe von wahrscheinlich drei Grabanlagen der jungsteinzeitlichen Trichterbecherkultur nahe dem zur Gemeinde Himbergen gehörenden Ortsteil Kettelstorf im Landkreis Uelzen (Niedersachsen). Grab 1 trägt die Sprockhoff-Nummer 769, Grab 2 die Nummer 768.

## Lage
Die drei Gräber liegen über ein größeres Gebiet verteilt in einem östlich von Kettelstorf gelegenen Waldstück. Grab 2 befindet sich etwa 1 km nordöstlich des Ortes. Weitere 1,1 km nordöstlich befindet sich Grab 1. 700 m westlich von Grab 1 liegt Grab 3. In der näheren Umgebung gibt es weitere Großsteingräber. So befinden sich 1,9 km nordwestlich von Grab 3 die Großsteingräber bei Groß Thondorf. Außerdem liegt 250 m südöstlich von Grab 1 ein Steinkreis.

## Beschreibung

### Grab 1

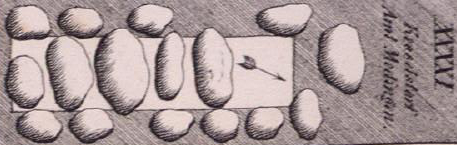
Grab 1 nach von Estorff

Die Anlage besitzt eine nord-südlich orientierte Grabkammer mit einer Länge von 7,5 m und einer Breite von 1,8 m. In ihrem ursprünglichen Zustand dürfte sie sechs oder sieben Wandsteinpaare an den Langseiten besessen haben. Bereits bei der Aufnahme durch Georg Otto Carl von Estorff um 1846 wies das Grab größere Beschädigungen auf: Der nördliche Abschlussstein war nach außen verschleppt, einige Wandsteine der Langseiten fehlten und alle vier noch vorhandenen Decksteine waren ins Innere der Kammer gestürzt. Bei einer erneuten Aufnahme durch Ernst Sprockhoff im Jahr 1927 hatte sich der Zustand der Anlage noch weiter verschlechtert. Er fand noch drei Wandsteine der östlichen Langseite an ihren ursprünglichen Positionen vor und konnte einen weiteren Stein als Deckstein identifizieren. Weitere umliegende Steine konnten nicht mehr genau zugeordnet werden und eine genaue Rekonstruktion des ursprünglichen Aussehens der Anlage ist nicht möglich.

### Grab 2
Das Grab besitzt eine runde Hügelschüttung mit einem Durchmesser von 18 m und einer Höhe von 1 m. Innerhalb der Hügelschüttung liegen etwa ein halbes Dutzend Steine regellos umher und geben keinen Aufschluss über das ursprüngliche Aussehen der Grabkammer.

### Grab 3
Einige Steine markieren den Standort einen möglichen dritten Großsteingrabes, das bei Sprockhoff nicht erwähnt wird. Der größte und auffälligste weist auf einer Seite eine Reihe von Sprenglöchern auf.